# سعيد حامد
سعيد حامد مخرج سوداني ولد في عام 1959 بالخرطوم.
تميز في إخراج الأفلام الكوميدية، حيث اختار له نقاد أربعة من أفلامه ضمن قائمة أفضل مئة فيلم كوميدي مصري في مهرجان الإسكندرية السينمائي دورة عام 2022. وفي الدورة التالية من نفس المهرجان، سيُعاد اختيار أحدها، وهو فيلم صعيدي في الجامعة الأمريكية، ليكون ضمن أفضل مئة فيلم غنائي مصري، وهو الفيلم الوحيد لسعيد حامد ضمن تلك القائمة.

## بداياته

### المعهد العالي للسينما
نال بكالريوس المونتاج من المعهد العالي للسينما في عام 1983 م، ليعمل بعد تخرجه مع عدد من أكبر مخرجي السينما المصرية قبل أن يقدم أولى تجاربه الإخراجية في فيلم «الحب في الثلاجة »، ومن ثم تحقيقه أكبر نجاح في تاريخ السينما المصرية من خلال فيلم «صعيدي في الجامعة الأمريكية ».

### مساعد مخرج
وبعد التخرج في المعهد العالي للسينما تدرج التدرج الطبيعي ليبدأ مساعد مخرج ثالثاً مع المخرج فاضل صالح في فيلم «البرنس »، ومن ثم واصل مساعد مخرج مع سعد عرفة، محمد خان، شريف عرفة، محمد النجار، عبد اللطيف زكي ورأفت الميهي، وهي أفلام قام ببطولتها ألمع نجوم السينما المصرية مثل أحمد زكي، يحيى الفخراني، ليلى علوي، فاروق الفيشاوي، نور الشريف،
وحسين فهمي وغيرهم.

## نجاح نقدي وفشل تجاري
في العام 1993 م قدم سعيد حامد أولى تجاربه الإخراجية من خلال فيلم الحب في الثلاجة مع المؤلف ماهر عواد، وبطولة يحيى الفخراني وعبلة كامل، ولوسي وهو الفيلم الذي لم يجد نجاحاً تجارياً، لاختلافه عن النمط السائد آنذاك، حيث كان الفيلم ينتمي للفنتازيا وهي غريبة على المشاهد المصري، بالرغم من ذلك فقد وجد إشادة كبيرة من كل نقاد السينما، وفاز بأكثر من 8 جوائز في مهرجانات مصرية وخارجية، منها جائزة الدولة للأفلام الروائية، وجائزة سعاد الصباح وعدة جوائز لسعيد حامد كاحسن مخرج. ونسبة لأنّ سعيد حامد - حسب قوله - شارك في إنتاج الفيلم الذي لم يغط تكلفته، فقد آثر الابتعاد عن إخراج الأفلام الروائية واتجه لإخراج الإعلانات، ومن ثم اتجه لإخراج الفوازير، فقدم فوازير أبيض واسود مع النجمة لوسي في رمضان عام 1997 م، واغرى نجاحها بتكرار التجربة مرة أخرى، وقدمها سعيد حامد بشكل مختلف فيه كم هائل من الكوميديا، ونجحت نجاحاً كبيراً عند عرضها على قناة art في رمضان 1998 وكانت بطولة محمد هنيدي وعلاء ولي الدين وأشرف عبد الباقي ودينا، وقدمهم كأبطال ونجوم يشار لهم بالبنان.

## تحقيق أعلى إيرادات في تاريخ السينما المصرية
بدأ محمد هنيدي البطولة المطلقة من خلال فيلم صعيدي في الجامعة الأمريكية الذي قام بكتابته الدكتور مدحت العدل، ورشح هنيدي سعيد حامد لإخراج الفيلم، لإدراكه لموهبة سعيد وحسه الكوميدي العالي بعد نجاح تجربتهما في الفوازير، وبالفعل قام سعيد بإخراج الفيلم بطريقة مختلفة، وقدم فيه نخبة من الوجوه الذين أصبحوا فيما بعد من نجوم الصف الأول في السينما المصرية، مثل أحمد السقا، منى زكي، غادة عادل، هاني رمزي، فتحي عبد الوهاب، أميرة فتحي، إضافة لـ طارق لطفي، ليحقق الفيلم نجاحاً جماهيرياً هو الأول من نوعه ويصبح علامة فارقة في تاريخ السينما المصرية، محققا إيرادات تجاوزت الـ 27 مليون جنيه لأول مرة في تاريخ السينما في مصر، وكتب النقاد بعد ذلك: «سعيد حامد وهنيدي استطاعا أن يعيدا الجمهور للسينما مرة أخرى»، وبالفعل كانت السينما المصرية آنذاك، تعاني من أزمة عزوف الجمهور عنها، إضافة إلى التدني في الإنتاج لدرجة وصل فيها الإنتاج إلى نحو ثمانية أفلام في العام، وبعد فيلم صعيدي في الجامعة الأمريكية شهد الإنتاج طفرة كبيرة ليصل الآن إلى قرابة الخمسين فيلم في العام، وعن الفيلم يقول سعيد حامد: «كان بداية لما عرف بموجة الأفلام الجديدة، وهو أول فيلم يتم فيه حرق علم إسرائيل بصورة صريحة، ليحدث صدى كبيراً إضافة إلى صدى نجاحه الجماهيري الكبير».
ويقر سعيد حامد بأنه وهنيدي والعدل جروب استثمروا نجاح الفيلم، ليقدموا بعده فيلم همام في امستردام الذي حقق نجاحاً جماهيرياً كبيراً، ويؤكد سعيد أن التجربة جاءت مختلفة أيضاً في قصتها وشكل تنفيذها.

## تجربة مختلفة وجوائز وانطلاقة نجم
بعد نجاح محمد هنيدي وسعيد حامد وسيادة تيار أفلام الكوميديا الجديدة، تعرض النقاد للجيل الجديد بالنقد واتهمومهم بتعمد الاستسهال في العمل والاتجاه لتقديم أفلام غير جادة وغير مؤثرة، هذه الاتهامات دفعت بـ سعيد حامد للتحدي وخوض غمار فيلم مغاير للموجة السائدة، من خلال فيلم شورت وفانلة وكاب مع النجم أحمد السقا والنجمة اللبنانية نور في أول بطولة مطلقة لهما، بمشاركة شريف منير ووداليا مصطفى وأحمد عيد، يقول سعيد حامد: «نعم قصدت اثبات أنني قادر على تقديم كل الأنواع، والنجاح فيها، ولا انكر أيضاً أن تواجدي أيضاً كان هدفاً آخر، حيث أن هنيدي اتجه لفيلم جديد مع مخرج آخر، وأنا عملت انجح فيلمين في تاريخ السينما المصرية عامي 1998 م و1999 م، فكان لابد ان اتواجد في العام 2000 م».
وبالرغم من أن الفيلم كان رومانسياً ولكن سعيد حامد كان ذكياً في هذه التجربة، حيث نجح في خلق خط كوميدي مواز للخط الرومانسي الرئيسي في الفيلم، وذلك من خلال دوري أحمد عيد وعثمان عبد المنعم، دون أن يخل بالسياق العام، ونجح الفيلم فعلاً في أن يحقق بعديه الرومانسي والكوميدي ويكون قريبا أيضاً من موجة الكوميديا السائدة، وبالفعل نجح الفيلم جماهيريا ونقدياً، وحصد خمس جوائز في مهرجان القاهرة السينمائي، منها جائزة احسن مخرج لـ سعيد حامد واحسن ممثل لـ أحمد السقا.

## جاءنا البيان التالي ورشة جريئة
في العام 2001 م قدم سعيد حامد فيلمين، هما جاءنا البيان التالي بطولة محمد هنيدي وحنان ترك ورشة جريئة بطولة أشرف عبد الباقي وياسمين عبد العزيز في أول بطولة لها، وبالنسبة لـ محمد هنيدي فقد قدم في العام 2000 م فيلم بلية ودماغه العالية مع المخرج نادر جلال، ولكن الفيلم لم يحقق نجاح فيلمي صعيدي في الجامعة الأمريكية وهمام في امستردام فكان من الطبيعي أن يعود إلى المخرج الذي حقق معه النجاح الكبير، وبالفعل أعاد فيلم جاءنا البيان التالي محمد هنيدي إلى القمة مرة أخرى، إضافة إلى أن الفيلم اشاد به النقاد أيضاً بصورة كبيرة، ليحقق الفيلم أكثر من 15 مليون جنيه مصري، كما حقق فيلم رشة جريئة أيضاً نجاحاً جماهيرياً جيداً، لكن النجاح الكبير كان من خلال احتفاء النقاد به، حيث قدم الفيلم واقع السينما المصرية، من خلال معاناة بطلة الذي كان يبحث عن فرصة الوصول كممثل.

## أفلام متنوعة
وفي العام 2002 م جمع المخرج سعيد حامد بين محمد هنيدي وأشرف عبد الباقي في فيلم صاحب صاحبه ونجح في تقديم فيلم متميز عن الصداقة، ولكن الفيلم لم يحقق النجاح الجماهيري المتوقع، حيث كانت جرعة الكوميديا فيه قليلة، وركز الفيلم على البعد الإنساني للصداقة، ويقول سعيد:«الفيلم لم يحقق النجاح الجماهيري المرجو منه، ولكنه حقق أرباحا جيدة لمنتجه، وقد ركزنا في الفيلم على البعد الإنساني أكثر من الكوميديا من خلال الصداقة العميقة بين بطليه، في حين كان تيار الكوميديا قوياً جداً، وكانت هي مطلب الجمهور».
بعدها قدم سعيد حامد تجارب عدة مثل أوعى وشك، حمادة يلعب، ويا انا يا خالتي الذي عاد فيه للتعامل مع محمد هنيدي، وفي العام 2006 م قدم فيلم عودة الندلة مع عبلة كامل، وغادة عبد الرازق وعزت أبو عوف.
وفي العام 2008 م حقق نجاحاً طيباً في فيلم طباخ الريس للمؤلف الكبير يوسف معاطي "مؤلف أفلام عادل إمام، وبطولة طلعت زكريا وخالد زكي، وداليا مصطفى، وهو أول فيلم مصري يتناول شخصية الرئيس المصري بشكل مباشر.
كما قدم فيلم على جنب يا أسطى تأليف السيناريست عبد الرحيم كمال في أول تجاربه للكتابة للسينما، وبطولة أشرف عبد الباقي، وروجينا، وبمشاركة عشرين نجما سينمائيا كضيوف شرف، منهم سمير غانم، أحمد السقا، احمد رزق، علاء مرسي، الكويتي داؤود حسين، ماجد الكدواني، محمود الجندي، وآخرين.

## أعمال حديثة
قدم المخرج سعيد حامد مسلسل هانم بنت باشا مع حنان ترك ومن بطولة سوسن بدر ورجاء الجداوي وعمرو يوسف ومحمد رمضان وأميرة هاني وايهاب فهمي وسليمان عيد ومحمد عبد المنعم الصاوي وسهام جلال وعبد الرحمن أبو زهرة وصبرى عبد المنعم ومحمد متولى.
وهو أول مسلسل تلفزيوني مكتمل يقوم بإخراجه سعيد حامد، حيث اشترك من قبل في إخراج حلقات من مسلسل رمال، كما قام بإخراج مسلسل اختفاء سعيد مهران بطولة هشام سليم، أحمد بدير، محمود الجندي، لطفي لبيب وجيهان فاضل ومن تأليف محمد حلمي هلال، كما يقوم للتجهيز لفيلمين هما: الطريق لدارفور وفيلم عربي.وايضا قا باخراج مسلسل ازمة نسب للمؤلف محمد صلاح العزب

## أعمال من إخراجه

### الأفلام
- 1992: الحب في الثلاجة
- 1998: صعيدي في الجامعة الأمريكية[ا][ب]
- 1999: همام في أمستردام[ا]
- 2000: شورت وفانلة وكاب
- 2001: رشة جريئة[ا]
- 2001: جاءنا البيان التالي[ا]
- 2002: صاحب صاحبه
- 2003: إوعى وشك
- 2005: يا أنا يا خالتي
- 2005: حمادة يلعب
- 2006: عودة الندلة
- 2008: على جنب يا أسطى
- 2008: طباخ الريس
- 2023: مرعي البريمو

### المسلسلات
- 2009: هانم بنت باشا
- 2010: اختفاء سعيد مهران
- 2016: أزمة نسب

### المسرحيات
- 1995: باللو (مخرج تلفزيوني)
- 1998: ألابندا (مخرج تلفزيوني)
- 2015-2018: مسرح مصر (مخرج تلفزيوني)
- 2019: الذيب في القليب (مخرج تلفزيوني)

### الفوازير
- 1996: أبيض وأسود
- 1998: أبيض وأسود تاني

## وصلات خارجية
- سعيد حامد على موقع IMDb (الإنجليزية)
- سعيد حامد على موقع الدهليز
- سعيد حامد على موقع قاعدة بيانات الأفلام العربية
- سعيد حامد على موقع قاعدة بيانات الفيلم (الإنجليزية)